# Кубилюс, Андрюс
А́ндрюс Куби́люс (лит. Andrius Kubilius; род. 8 декабря 1956, Вильнюс) — литовский политик, член Сейма Литовской Республики, премьер-министр в 1999—2000 годах и в 2008—2012 годах, председатель партии Союз Отечества (Консерваторы Литвы) в 2003—2015 годах. С 2019 года является депутатом Европарламента от Литвы, где входит во фракцию Европейская народная партия.

## Биография
Отец — литературовед Витаутас Кубилюс, мать — литературовед Янина Жекайте. Учился в Вильнюсской 22-й средней школе (1963—1974), затем на факультете физики Вильнюсского университета (1974—1979) и там же в аспирантуре (1981—1984). В 1984—1990 годах работал в Вильнюсском университете лаборантом, инженером, научным сотрудником.
В 1988 году включился в деятельность Саюдиса (Литовское движение за перестройку, Lietuvos persitvarkymo sąjūdis, трансформировавшееся в национально-освободительное движение); ответственный секретарь Совета Саюдиса (1990—1992).
Жена Раса Кубилене — скрипачка в Литовском национальном симфоническом оркестре. Сыновья Витаутас и Андрюс.
Владеет русским, английским языками.

## Политическая деятельность
В 1992 году по коалиционному списку Кубилюс избран в VI Сейм (1992—1996). Был старостой фракции Союза Отечества-консерваторов. Работал в Комитете охраны природы. Член партии Союз Отечества (Tėvynės sąjunga) со дня основания в 1993 году.
В 1996—2000 годах — член VII Сейма (избран по списку Союза Отечества (Консерваторы Литвы)) (Tėvynės sąjunga (Lietuvos konservatorių)). Работал в Комитете права и правопорядка, занимал посты первого заместителя председателя Сейма (1996—1999), председателя Комитета по европейским делам (1997—1999).
С 3 ноября 1999 года до 9 ноября 2000 года премьер-министр десятого (или XXXI) правительства Литвы; был назначен на должность, которую временно исполняла Ирена Дегутене после отставки Роландаса Паксаса.
В 2000—2004 годах — член VIII Сейма. В 2004 году был избран в IX Сейм (до 2008 года). Состоял в нескольких парламентских группах, в их числе группа «За демократическую Белоруссию». После выборов X Сейма, состоявшихся в октябре 2008 года, 27 ноября был избран премьер-министром Литвы. 28 ноября 2008 года президент Литвы Валдас Адамкус подписал декрет о назначении Андрюса Кубилюса премьер-министром (декрет вступил в силу в день подписания). 13 декабря 2012 года после победы Социал-демократической партии на выборах Президент Даля Грибускайте объявила об отставке Правительства. Это было самое долгое Правительство в истории независимой Литвы (вторым по протяженности пребывания стоит кабинет Бразаускаса).
С декабря 2012 года — член XI Сейма. Занимает в нём пост лидера оппозиции (с 18 декабря 2012). Член Комитетов по бюджету и финансам (с 16 мая 2013), европейских дел (с 18 декабря 2012). Был членом Комитета по экономике (с 18 декабря 2012 по 15 мая 2013). Член энергетической комиссии (с 4 декабря 2012). Член фракции «Союз Отечества — Литовские христианские демократы» (с 18 декабря 2012).
В 2019 году избран депутатом Европарламента от Литвы. В 2021 году подготовил доклад о стратегии политических отношений между Европейским союзом и Россией. Доклад утверждён Комитетом Европарламента по международным делам. В документе сказано, что Евросоюз должен быть готов отказаться от признания легитимности российской Госдумы, если парламентские выборы в сентябре 2021 года оценят как проведённые с нарушением принципов демократии и международного права.
2 января 2023 года опубликовал статью «Наши психологические комплексы о России» (англ. Our «Russian» psychological complexes), в которой описал, как он считает, свойственные литовским и западным читателям заблуждения о России и возможностях её демократического будущего.

## Награды
- Орден князя Ярослава Мудрого II степени (23 августа 2017 года, Украина) — за весомый личный вклад в укрепление международного авторитета Украинского государства, популяризацию её исторического наследия и современных достижений[11].
- Памятный знак за личный вклад в председательство Литвы в Совете Европейского Союза в 2013 году (30 декабря 2013 года, Литва)[12].
- Крест «За заслуги» II класса (2022 год, Министерство иностранных дел Эстонии)[13].
- Медаль Балтийской ассамблеи (2018 год)[14].